# Øivind Augland
Øivind Augland (* 1968) je norský luterský kazatel.
Vystudoval žurnalistisku a teologii.
Působí jako pastor v Evangelické luterské svobodné církvi v Norsku, bývá zván jako řečník na zahraniční křesťanské konference. Je rovněž vedoucím mezidenominační sítě DAWN pro zakládání sborů ve Skandinávii.
Je ženatý.